# Amblyeleotris melanocephala
Amblyeleotris melanocephala és una espècie de peix de la família dels gòbids i de l'ordre dels perciformes.

## Morfologia
Les femelles poden assolir els 9,36 cm de longitud total.

## Distribució geogràfica
Es troba a les Illes Ryukyu i Bali (Indonèsia).